# Ján Medviď
Ján Medviď (* 18. srpna 1946) je bývalý slovenský fotbalista, záložník, reprezentant Československa. Jeho bratr Michal Medviď byl rovněž fotbalistou a československým reprezentantem.

## Fotbalová kariéra
Za československou reprezentaci odehrál v letech 1972–1975 sedm utkání, jednou startoval v olympijském výběru. V československé lize nastoupil v 213 utkáních a dal 22 gólů. Hrál za Tatran Prešov (1964–1965), Slovan Bratislava (1965–1968, 1970–1978) a Duklu Banská Bystrica (1968–1969). Se Slovanem získal dva tituly mistra Československa (1974, 1975) a dvakrát vyhrál československý pohár (1972, 1974). Kvůli vojně v Banské Bystrici mu uniklo vítězství Slovanu v Poháru vítězů pohárů roku 1969. V Poháru mistrů evropských zemí nastoupil v 8 utkáních a dal 1 gól a v Poháru vítězů pohárů nastoupil ve 4 utkáních.

## Ligová bilance
| Ročník                                   | Zápasy | Góly | Klub                  |
| ---------------------------------------- | ------ | ---- | --------------------- |
| 1. československá fotbalová liga 1964/65 | 6      | 0    | Tatran Prešov         |
| 1. československá fotbalová liga 1965/66 | 15     | 2    | Slovan Bratislava     |
| 1. československá fotbalová liga 1966/67 | 14     | 3    | Slovan Bratislava     |
| 1. československá fotbalová liga 1967/68 | 9      | 2    | Slovan Bratislava     |
| 1. československá fotbalová liga 1968/69 | 23     | 5    | Dukla Banská Bystrica |
| 2. československá fotbalová liga 1969/70 | -      | -    | Dukla Banská Bystrica |
| 1. československá fotbalová liga 1970/71 | 22     | 1    | Slovan Bratislava     |
| 1. československá fotbalová liga 1971/72 | 24     | 2    | Slovan Bratislava     |
| 1. československá fotbalová liga 1972/73 | 23     | 1    | Slovan Bratislava     |
| 1. československá fotbalová liga 1973/74 | 28     | 3    | Slovan Bratislava     |
| 1. československá fotbalová liga 1974/75 | 27     | 1    | Slovan Bratislava     |
| 1. československá fotbalová liga 1975/76 | 22     | 2    | Slovan Bratislava     |
| 1. československá fotbalová liga 1977/78 | 1      | 0    | Slovan Bratislava     |
| CELKEM 1. liga                           | 213    | 22   |                       |